# 庫圖佐夫行動
庫圖佐夫行動是第二次世界大戰中蘇聯紅軍對德意志國防軍所發動的軍事行動代號，取自於沙皇時代的俄國名將庫圖佐夫，該人在1812年的俄法戰爭中保衛俄國而聞名。

## 戰鬥背景
在蘇聯的無路季節結束後，蘇聯政府內部正在討論他們下一步的行動。史達林希望可以繼續保有戰略上的主動權，因此他主張主動攻擊德軍。但是他的指揮官們主張先採取守勢，讓德軍主動發起進攻以削弱他們自己。之後蘇軍再開啟進攻行動。庫圖佐夫行動就是蘇軍進攻行動的一部份。這次行動將由三個蘇軍的方面均來執行:西部方面軍，布良斯克方面軍及中央方面軍。他們將進攻庫斯克北方以反擊德國第2裝甲軍團，並包圍德國第9軍團並奪回整個庫斯克突出部。
德軍在堡壘行動中，已經投入盡可能多的人力與物資，這使得他們維持整條戰線的力量變得薄弱，而且希特勒禁止德軍在戰線後方修築防線。但是德軍在佔領該地近兩年的時間中，仍然做了準備。一條縱深5-7公里的防線被構築；防線包含了地雷場，互相連通的地道以及堅固的火力點；並盡可能利用地形優勢來增強防線，包含河流、山溝、水溝。然而，防線本身的兵力並不多。
蘇軍計畫了兩個進攻行動，作為在整個東線大規模進攻行動的一部份。庫圖佐夫行動為奪回位於庫斯克北方的奧廖爾突出部，以及包圍殲滅德國第9軍團的進攻行動。當時第9軍團正在進攻庫斯克，但已經被守住並漸漸被削弱。蘇軍計畫同時對奧廖爾突出部的北面、東面同時發起進攻，而一旦德軍對庫斯克的進攻停止，蘇軍的中央方面軍將從突出部南面，加入這次進攻行動。
德軍在蘇軍行動開始前，已經察覺到有大量蘇軍集結到第2裝甲軍團的對面。這引起德國中央集團軍總司令克魯格與第9軍團司令莫德爾的緊張。蘇軍集結了多達1,286,000人以及2,400輛坦克。還有26,400門火砲、3,000架飛機的支援。

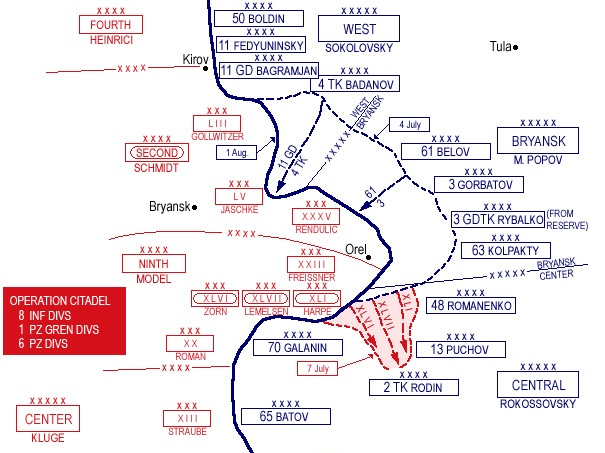
Map of Operation Kutuzov

蘇軍的進攻得到當地游擊隊的支援。大約有100,000名蘇聯游擊隊干擾德軍後方，以阻止他們支援、增援前線。包含襲擊德軍通訊設施、儲存物資的倉庫，特別是鐵路線。游擊隊受到蘇軍的指揮。

## 戰鬥
7月12日，進攻行動由一場大規模的航空轟炸開始。稍後，西部方面軍，布良斯克方面軍開始進攻德國第2裝甲軍團的北面、東北面。西部方面軍的第11近衛軍由第1及第5坦克軍團支援。蘇軍集中了壓倒性的兵力。在長達16公里的前線，靠近烏里揚諾沃上，蘇軍集中了6個步兵師的兵力。相較之下，德軍僅有2個步兵團。德軍的防線縱深較蘇軍預期的更深，蘇軍前鋒承受了大量傷亡，但仍然取得突破。德軍的戰線在第一天的中午被壓倒，第11近衛軍前進了23公里。德軍第5裝甲師 (德國國防軍)嘗試阻止蘇軍的突破，但由於蘇軍增援趕到，德軍被迫撤退。
在東面，布良斯克方面軍一開始的進攻則較不順利。第第61軍、第3軍、第63軍分別前進了8、14、15公里。7月13日，德國第53軍所發動的反擊一度阻止了布良斯克方面軍的進攻。德軍利用地形優勢，佈置了射程較長的火砲。克魯格與莫德爾預測到了蘇軍的進攻，並快速的將庫斯克當地的德軍調回來，這些部隊的及時趕到，阻止了蘇軍的進攻。
在北面，第11近衛軍持續攻擊德軍的防線。德軍缺乏需要的資源以阻止蘇軍的突破。這使得德軍陷入被包圍的危險。很快的，第2裝甲軍團的情況變得十分危險。隔天，中央集團軍下令將第2裝甲軍團改由莫德爾指揮。莫德爾原本已指揮第9軍團作戰，這項命令讓他成為整個奧廖爾突出部內，所有德軍的指揮官。

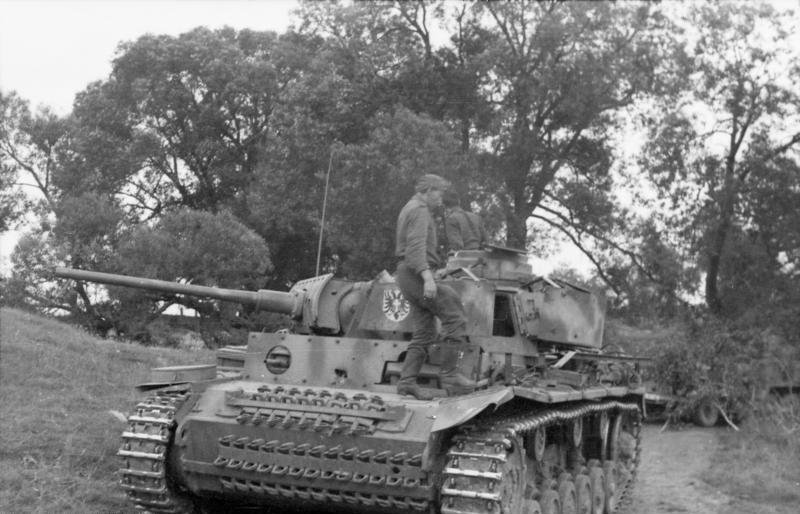
A Panzer III of the 2nd Panzer Division near Orel

三天後，庫圖佐夫行動的下一階段展開，蘇軍出動數個軍發起針對第9軍團的進攻。近一步擴大了他們的行動。第50軍被命令增援第11近衛軍，第50軍以及布良斯克方面軍構成對德國第20裝甲軍的威脅。同時，在南面的中央方面軍，第3近衛坦克軍及第4坦克軍從預備隊被調來支援。第3親衛坦克軍朝著奧廖爾開進，支援在東面的進攻。第4坦克軍支援在北面的第11近衛軍，他們的行動讓德軍在突出部東面的部隊陷入被包圍的危險，而游擊隊對德軍的攻擊也讓德軍的防守能力下降。
蘇軍的突破讓德軍陷入危急，整個第9軍團有被切斷跟其他部隊聯繫的危險。莫德爾已經將幾乎所有可以動用的裝甲單位都調去支援北部戰線即將崩潰的第2裝甲軍團，而北方的德國第4軍團則派出第253步兵師馳援。第9軍團藉由撤出早先佔領的土地，一度暫時的穩住防線。但中央方面軍持續增加在地面與在空中的打擊。7月18日，第9軍團已經撤回到他們在7月5日發起進攻時的位置。
儘管希特勒禁止部隊撤退，蘇軍仍然持續奪回失地。7月26日，第11近衛軍抵達卡拉切夫外圍，其位於奧廖爾及布良斯克之間，他們威脅要切斷該兩座城市之間的鐵路線。德軍被迫放棄奧廖爾突出部，向布良斯克東面的哈根防線撤退。
8月4日，爭奪奧廖爾的進攻開始，在經過一整天的激戰後，奧廖爾被蘇軍奪回。德軍向哈根防線撤退。8月18日，蘇軍抵達哈根防線，德軍失敗的反擊增加蘇軍對進攻的把握。

## 成果
這次行動是整個庫斯克會戰的行動中，最血腥的一場。德軍承受了86,454人的傷亡、失蹤。蘇軍承受112,529人死亡，以及317,361人受傷。2,586輛坦克被擊毀或損傷。德軍的坦克損失數量不詳，但損失了343架飛機。
我們僅僅將敵人趕出突出部，而非包圍殲滅他們。如果我們能將我們的力量組成兩個矛頭，並會師在布良斯克，那麼結果很有可能會不同。
蘇軍擊敗德國守軍及解放奧廖爾，參加庫圖佐夫行動的蘇軍於1943年9月更解放斯摩棱斯克，德軍在行動中遭到很大削弱及在之後的戰事中再不能阻止蘇軍向西進攻。